# Polyalthia pisocarpa
Polyalthia pisocarpa är en kirimojaväxtart som först beskrevs av Justus Carl Hasskarl, och fick sitt nu gällande namn av Ian Mark Turner. Polyalthia pisocarpa ingår i släktet Polyalthia och familjen kirimojaväxter. Inga underarter finns listade i Catalogue of Life.